# Чумаки (Нікопольський район)
Чумаки́ — село в Україні, в Томаківській селищній громаді Нікопольського району Дніпропетровської області. Населення становить 1203 особи.
Колишній центр ліквідованої Чумаківської сільської ради. Сільраді також були підпорядковані села Крутеньке й Червоний Яр.

## Географія
Село Чумаки знаходиться біля витоків річки Комишувата Сура, нижче за течією на відстані 1 км розташоване село Новоандріївка (Солонянський район). Річка в цьому місці пересихає, на ній зроблено кілька загат. Через село проходить автомобільна дорога Т 0420.
Розташоване за 20 км на північний захід від районного центру та за 25 км від залізничної станції Мирова на лінії Апостолове — Запоріжжя Придніпровської залізниці.

## Населення

### Мова
Розподіл населення за рідною мовою за даними перепису 2001 року:
| Мова            | Кількість | Відсоток |
| --------------- | --------- | -------- |
| українська      | 1152      | 95.76%   |
| російська       | 47        | 3.91%    |
| білоруська      | 2         | 0.17%    |
| румунська       | 1         | 0.08%    |
| інші/не вказали | 1         | 0.08%    |
| Усього          | 1203      | 100%     |

## Історія
Село Чумаки виникло у складі Кодацької паланки у першій половині XVIII століття на місці запорізького зимівника.
За даними на 1859 рік в казенному селі мешкало 1210 осіб (604 чоловіки та 606 — жінок), налічувалось 195 дворових господарств, існувала православна церква.
Станом на 1886 рік в селі мешкало 1699 осіб, налічувалось 303 двори, православна церква, школа, 2 лавки, проходило 2 ярмарки на рік.
За переписом 1897 року кількість мешканців зросла до 3022 осіб (1494 чоловічої статі та 1528 — жіночої), з яких 3004 — православної віри.
На території Чумаків за УРСР була розміщена центральна садиба колгоспу «Іскра», за яким закріплено 5652 га сільськогосподарських угідь, у тому числі 4840 га орних земель. Вирощувалися в основному зернові культури, розвинуте також тваринництво м'ясо-молочного напрямку.
У серпні 1905 року тут відбувся значний виступ селян, під час сутички з поліцією тоді загинуло 8 осіб. Жандарми заарештували 30 учасників «Маковійського заколоту» (повстання почалося в день релігійного свята Маковія). Селянами керував В. Коляда, йому допомагали Д. Колісник, Г. Ганжа, а також Я. Кандибей, який убив жандармського урядника, за що його засудили на 18 років каторжних робіт.
Селяни Чумаків брали участь у боротьбі проти німецьких окупантів у 1918 році в складі партизанського загону, який очолював А. С. Опалатенко з с. Китайгородки. У 1920 році в Чумаках організований Комітет незаможних селян, який очолив П. Н. Чорнокнижний. Наступного року створено партійний осередок, який очолював у той час П. П. Колісник.

## Сучасний стан
У селі — середня школа, в якій 20 вчителів навчають 380 учнів, будинок культури із залом на 400 місць, бібліотека з фондом 9939 книг, дільнична амбулаторія та стаціонарне відділення Томаківської районної лікарні, дитячі ясла-садок на 50 місць. Є відділення зв'язку, АТС, ощадна каса, 10 магазинів, їдальня.

## Економіка
- ТОВ «Гарант».

## Пам'ятки
- Поблизу села Чумаки розташовані кургани скіфського часу.
- Будинок Волоської управи (нині музей історії села Чумаки).
- Карьєргардія (нині пошта).

## Видатні персони
- Капустянський Микола Олександрович — генерал-хорунжий Армії УНР, один з керівників Організації українських націоналістів.
- Колісник Андрій Володимирович (1965—2015) — український військовик, старший лейтенант 20-го батальйону територіальної оборони, героїчно загинув під час російсько-української війни, коли відмовився здаватися у нерівному бою.[5]